# SHIBUHARA GIRLS
『SHIBUHARA GIRLS』（シブハラ ガールズ）は、MTVジャパン製作のリアリティドラマ。シリーズ第1弾『MTV SHIBUHARA GIRLS』はMTVジャパンで2011年1月8日から同年4月9日にかけて放送された。全12回。
第2弾『SHIBUHARA GIRLS 2』はMTV、LaLa TVで2011年12月4日から2012年2月26日にかけて放送された。全12回。

## 概要
MTVが手がけた日本初制作となるリアリティ・ドラマ。タイトルの「SHIBUHARA（シブハラ）」は若者文化や流行の発信地である渋谷・原宿から採られている。実在する特定の人物の日常に密着してドラマ仕立てに映像化していくという『The Hills』や『Jersey Shore〜マカロニ野郎のニュージャージー・ライフ〜』のようなリアリティー・ショーのスタイルで、東京を舞台にして若い女性たちの夢へ向かって奮闘する姿が描かれる。これまでに2作品が作られ「シーズン」で区分されている。それぞれが独立した作品であり物語上のつながりはない。
『MTV SHIBUHARA GIRLS』
シリーズ第1弾（SEASON 1）。日本での放送開始後、海外のMTVを通じてアジアの16の国と地域で放送された。また、国内ではMTVの他、地上波地方局でも放送された。2010年秋から冬にかけて展開したストーリー。モデル、シンガーを目指す4人の女性たちが仕事、恋愛、友情に様々な悩み、葛藤を抱えながらも前を向いて夢を追いかける姿を描く。
『SHiBUHARA GiRLS2』
シリーズ第2弾（SEASON 2）。2011年11月にBSスカパー!にて特別先行放送（第1-3話）されたのち、12月からMTV、LaLa TVで同時期に放送された。2012年1月からは東北地方の地上波地方局3局でも放送された。シーズン1からスタッフ、キャストを一新。2011年秋から冬にかけて、異なるバックグランドを持つ5人の女性たちが、互いに刺激し合って友情を育みながら、それぞれの夢に向かって歩み出す姿を描く。物語の導入部、共演により5人が知り合うきっかけとなるミュージック・ビデオは番組テーマ曲になっていて、シーズン1のキャストであった石川マリーが起用されている。また、石川は本編にもゲスト出演している。

## キャスト
※肩書きは全て当時

### MTV SHIBUHARA GIRLS

#### メインキャスト
秋元梢
ファッション雑誌『PS』のレギュラーモデル。レプロエンタテインメント所属。23歳。
ソンイ
ファッション雑誌『PopSister』のレギュラーモデル。秋元と同じレプロ所属。理想の彼氏を募集中。21歳。
石川マリー
デビューを目前に控えたエイベックス所属の新人アーティスト。22歳。
宮脇詩音
デビュー4年目を迎えるエイベックス所属のアーティスト。付き合って6年目になる彼氏がいる。20歳。

#### その他
- 山本哲也：avexチーフマネージャー。詩音担当。
- 富野雄介：エイベックス・A&R。石川マリー担当
- A-key/久保永樹：詩音の彼氏。歌手、ダンサー。
- 梨衣名：ソンイのモデル仲間。（#1,2,4）
- 荒井奈緒美：梢のモデル仲間。（#1,2,12）
- AILI：マリーの良き相談相手。音楽プロデューサー、歌手。（#2,5,11）
- 後藤純子：マリーの音楽仲間。シンガーソングライター。（#4,8）
- ユージ：ソンイの友人。タレント。（#5,6,12）
- 如月まみ：着物コーディネーター。梢と仕事を通じて知り合う。(#5,7,8）
- 星野尚子：レプロ・マネージャー。（#5,9,10）

#### ゲスト
Episode 2
- 実川諒：梨衣名の先輩の友達。俳優。ソンイの初合コンの相手。
- 出岡美咲：ソンイのモデル仲間。

Episode 6
- てんちむ：ユージの友人。自宅でソンイ、ユージと誕生会を行う。
- CLIFF EDGE（JUN、SHIN、DJ GEORGIA）：マリーの良き相談相手。
- マリエ：梢の事務所の先輩。

Episode 7
- 吉川ひなの：ソンイの事務所の先輩。恋愛相談にのる。

Episode 9
- エリローズ：梢のモデル仲間。梢と一緒に『VOGUE』の撮影。

Episode 10
- 弥香：梢と台湾の「ヒステリックグラマー」オープニングイベントに参加。
- 米原康正：写真家。イベントで梢、弥香をライブシューティングする。

Episode 11
- VERBAL：マリーの友人。リリースパーティに参加。

このほかに、キャストが出演したファッションショーの模様を紹介するシーンでは数人のモデルが登場した。
- Episode 2 - 『Girls Award 2010 A/W』：マリエ、木下ココ、荒井奈緒美、出岡美咲、山本優希、紗羅マリー、宮城舞、梨衣名、吉川ひなの、ホイットニー・ポート
- Episode 12 - 『東京ガールズコレクション'11S/S』：マリエ、エリローズ、紗羅マリー、吉川ひなの

### SHIBUHARA GIRLS 2

#### メインキャスト
大出千尋
モデル。24歳。専属モデルをつとめていた雑誌の休刊も自分の仕事の幅を広げるチャンスと前向きにとらえている。趣味はDJ。
辰巳奈都子
グラビアアイドル。23歳。グラビアをはじめバラエティ番組や舞台など幅広く活動。キャリア7年目を迎えて夢である女優への意欲を見せる。
村岡綾菜
読者モデル、アパレルショップ店員。22歳。5人の中で唯一彼氏がいる。
eRina（渡部江梨奈）
パフォーマー。24歳。クラブイベントでのダンスパフォーマンスを中心にモデルとしても活動。また、渋谷のバーでアルバイトもしている。次のステップを模索中。
礼美
モデル。24歳。1年ほど前に今の事務所に移籍、ブライダル中心の活動から本格的なモデルへの転進を目指す。5歳から習い始めた詩吟で数々の受賞歴を誇る。

#### その他
- 加津塔：モデル。ミュージックビデオで5人のシブハラガールズたちと共演。
- 桑田尚樹：モデル事務所「DOMO」社長。所属モデルの加津とともにMV撮影現場に訪れ、シブハラガールズと知り合う。
- 斉藤直太：中目黒のバーの店長。エリナが働く円山町のバーで、友人の店長の紹介でシブハラガールズたちと出会う。
- 澤野健太郎：モデル。千尋と共通の友人を通じて知り合う。
- 杉浦文紀：俳優。礼美の住むマンションの隣人。
- 小野達磨：eRinaが働く円山町のバー「Yenbar」の店長。

#### ゲスト
Episode 1
- 薗田賢次：番組主題歌「Ray of life」のミュージックビデオの監督。第2話にも出演。
- 半田麗：綾菜の同僚。アパレルショップ「SHU SHU」のスタッフ、読者モデル。

Episode 3
- 小島慶大：綾菜の彼氏。

Episode 5
- VERBAL：渋谷のクラブにて自身がプロデュースを手掛けたハロウィンパーティに、シブハラガールズたちが遊びに来る。
- 石川マリー：ハロウィンパーティに参加。
- 笹尾融理亜：所属事務所社長の桑田とともにハロウィンパーティに参加。
- 柴田嶺：桑田の知人。事務所社長の桑田の誘いでシブハラガールズらとバーで合流。

Episode 6
- 平野由実：礼美とともに中国版『mina』創刊7周年記念イベントに出演。
- 野中慶子：礼美の恩師。文化服装学院専任教授。礼美が同級生達と母校の文化祭ファッションショーに行った折に訪問。

Episode 7
- 足立久佳：直太の友人。モデル。シブハラガールズらを中島のホームパーティに誘う。第8話にも出演。
- 楠ラウラ：直太の友人。モデル。第8話にも出演。

千尋が出演した『Girls Award 2011 A/W』の模様を紹介するシーンでは数人のモデルが登場した。
- 冨永愛、浦浜アリサ、ローラ、ソンイ、優木まおみ

Episode 8
- 中島薫：ホームパーティを開催。
- 奥田恵美：ホームパーティに参加。足立久佳からシブハラガールズたちを紹介される。

Episode 9
- 木口亜矢：奈都子の仕事仲間。辰巳、木口、次原の3人がホテルで女子会を開く。
- 次原かな：奈都子の仕事仲間。
- DJ maa：eRinaの友人。

Episode 11
- 山口貴弘：健太郎の紹介を受けて、シブハラガールズのオリジナル写真集の撮影を担当する。

## 楽曲
MTV SHIBUHARA GIRLS
- 主題歌

「7 days」　唄：石川マリー　（rhythm zone）
- 挿入歌

「WITH U」　唄：宮脇詩音
「リプライ」　唄：宮脇詩音
SHIBUHARA GIRLS 2
- 主題歌

「Ray of life」　唄：石川マリー with VERBAL(m-flo)　（rhythm zone）

## スタッフ
MTV SHIBUHARA GIRLS
- ナレーター：光野貴子
- 監督：牛島悟郎
- 脚本：遠藤玲王
- プロデューサー：垣花哲也
- フィールド・プロデューサー：秋枝正幸
- アートディレクター：斉藤順也
- オープニングタイトル・ディレクター：柿本ケンサク
- CG：島猛
- コンサルティング・プロデューサー：本間憲（LesPros）、関佳裕（avex）
- クリエイティブ・プロデューサー：竹内庸祐
- 総合プロデューサー： アレン・スワーツ（MTV Networks Japan）
- スーパーバイジング・プロデューサー：中山計（MTV Networks Japan）
- 企画・製作：MTVジャパン 、レプロエンタテインメント、エイベックス・エンタテインメント
- 制作：エネット

SHIBUHARA GIRLS 2
- ナレーター：光野貴子
- 監督：福島拓哉
- ストーリーエディター：松村智規、福島拓哉
- プロデューサー：江橋仁 、本井貞成
- フィールド・プロデューサー：吉見拓真
- アシスタント・プロデューサー：伊集院文嗣
- 撮影監督：佐久間新二
- アート・プロデューサー：津留啓亮
- 1stアシスタント・ディレクター：中里洋一
- 2ndアシスタント・ディレクター：丹羽篤志
- クリエイティブ・プロデューサー：竹内庸祐
- アートディレクター：斉藤順也
- オープニングタイトル・ディレクター：島猛
- 総合プロデューサー：アレン・スワーツ（MTV Networks Japan）
- スーパーバイジング・プロデューサー：中山計（MTV Networks Japan）
- 企画・製作：MTVジャパン 、ジュピターエンタテインメント、エイベックス・エンタテインメント

## サブタイトル
MTV SHIBUHARA GIRLS
| #  | 初回放送日    | サブタイトル                              |
| -- | ------------- | ----------------------------------------- |
| 1  | 2011年1月8日  | A GIRL'S LIFE 〜私たちの生活〜            |
| 2  | 2011年1月15日 | WORRIES 〜私たちの悩み〜                  |
| 3  | 2011年1月22日 | PRESAGE 〜予兆〜                          |
| 4  | 2011年1月29日 | CHANGE 〜変化〜                           |
| 5  | 2011年2月5日  | RESET 〜リセット〜                        |
| 6  | 2011年2月12日 | JUNCTION 〜ジャンクション〜               |
| 7  | 2011年2月19日 | BONDS 〜絆                                |
| 8  | 2011年2月26日 | WILL 〜意志〜                             |
| 9  | 2011年3月5日  | DETERMINATION 〜決心〜                    |
| 10 | 2011年3月12日 | PROGRESS 〜前進〜                         |
| 11 | 2011年4月2日  | A GIRL'S CHRISTMAS 〜私たちのクリスマス〜 |
| 12 | 2011年4月9日  | 7 DAYS                                    |

SHIBUHARA GIRLS 2
| 各話   | 初回放送日     | サブタイトル                                        |
| ------ | -------------- | --------------------------------------------------- |
| 第1話  | 2011年12月4日  | 「ボーン・ディス・ウェイ」 SHIBUHARA, Born This Way |
| 第2話  | 2011年12月11日 | 「涙のあとに」 Cry Baby                             |
| 第3話  | 2011年12月18日 | 「夜をぶっとばせ」 Let's Spend The Night Together   |
| 第4話  | 2011年12月25日 | 「それぞれの想い」 Piece of Me                      |
| 第5話  | 2012年1月8日   | 「ダンス・ウィズ・ミー」 Dance With Me              |
| 第6話  | 2012年1月15日  | 「変えたい現実」 Change Clothes                     |
| 第7話  | 2012年1月22日  | 「決意」 Shape Of My Heart                          |
| 第8話  | 2012年1月29日  | 「恋の行方」 I Believe in a Thing Called Love       |
| 第9話  | 2012年2月5日   | 「新たな決意」 New Divide                           |
| 第10話 | 2012年2月12日  | 「恋」 This Love                                    |
| 第11話 | 2012年2月19日  | 「ここにいること」 Beautiful Day                    |
| 第12話 | 2012年2月26日  | 「君の瞳に恋してる」 Can't Take My Eyes Off Of You  |

※2ndシリーズの英題はすべて洋楽のヒット曲のタイトルから採られている。

## 放送時間
MTV SHIBUHARA GIRLS
- 初回放送：毎週土曜 25:00 - 25:30
- 再放送：日曜 16:00 - 16:30、水曜 15:30 - 16:00、金曜 10:00 - 10:30

SHIBUHARA GIRLS 2
- 初回放送：毎週日曜　MTV 24:30 - 25:00 / LaLa TV 19:30 - 20:00
- 再放送：MTV 金曜 17：00 - 17：30他 / LaLa TV 木曜 21:00 - 21:30（#1-3）→月曜 24:30 - 25:00（#5-12）[3]

## 特別番組
- 『MTV & LaLa TV presents SHIBUHARA GIRLS Special〜リアリティドラマ大解剖、女子たちの素顔〜』

放送日時：BSスカパー! 10月2日 21:50 - 22:50 / LaLa TV 2011年11月18日 15:30 - 16:30他
出演：LiLiCo（ナビゲーター）

## 放送局
MTV SHIBUHARA GIRLS
| 放送対象地域     | 放送局       | 放送期間                 | 放送日時               | 番組供給系列   |
| ---------------- | ------------ | ------------------------ | ---------------------- | -------------- |
| 全国放送         | MTVジャパン  | 2011年1月8日 - 4月9日    | 土曜 25：00 - 25：30他 | MTV            |
| 石川県           | 北陸放送     | 2011年5月4日 - 7月20日   | 水曜 25:25 - 25:55     | TBS系列        |
| 島根県 鳥取県    | 山陰放送     | 2011年7月1日 - 9月16日   | 金曜 26:00 - 26:30     | TBS系列        |
| 福岡県           | RKB毎日放送  | 2011年2月5日 - 4月30日   | 土曜 26:45 - 27:10     | TBS系列        |
| 大分県           | 大分放送     | 2011年4月1日 - 6月24日   | 金曜 25:25 - 25:55     | TBS系列        |
| 福島県           | 福島テレビ   | 2011年5月16日 - 8月1日   | 月曜 25:10 - 25:37     | フジテレビ系列 |
| 福井県           | 福井テレビ   | 2011年7月7日 - 9月22日   | 木曜 25:10 - 25:40     | フジテレビ系列 |
| 熊本県           | 熊本朝日放送 | 2011年4月5日 - 6月21日   | 火曜 25:45 - 26:15     | テレビ朝日系列 |
| 全国放送         | LaLa TV      | 2011年10月3日 - 10月18日 | 月〜金曜 24:15 - 24:35 |                |
| 全国放送         | BSスカパー!  | 2011年10月2・3・12・19日 | 3,4回分を一挙放送      |                |
| 海外（字幕放送） |              |                          |                        |                |
| シンガポール他   | MTV SEA      | 2011年2月5日 - 4月       | 土曜 13：00 - 13:00他  | MTV            |
| 韓国             | MTV Korea    | 2011年2月8日 - 4月       | 火曜 22：00 - 22:30他  | MTV            |
| 中国             | MTV China    | 2011年2月15日 - 5月      | 月-木曜 20:00 -        | MTV            |

SHIBUHARA GIRLS 2
| 放送対象地域     | 放送局         | 放送期間                      | 放送日時                     | 番組供給系列   |
| ---------------- | -------------- | ----------------------------- | ---------------------------- | -------------- |
| 全国放送         | MTVジャパン    | 2011年12月4日 - 2012年2月26日 | 日曜 24：30 - 25：00他       | MTV            |
| 全国放送         | LaLa TV        | 2011年12月4日 - 2012年2月26日 | 日曜 19：30 - 20：00他       |                |
| 岩手県           | 岩手朝日テレビ | 2012年1月6日 - 4月6日         | 金曜 26:20 - 26:50頃         | テレビ朝日系列 |
| 宮城県           | 東日本放送     | 2012年1月14日 - 4月7日        | 土曜 25:10 - 25:40頃         | テレビ朝日系列 |
| 福島県           | 福島放送       | 2012年1月13日 -               | 金曜 25:25 - 25:55           | テレビ朝日系列 |
| 海外（字幕放送） |                |                               |                              |                |
| シンガポール他   | MTV Asia       | 2012年3月21日 -               | 水曜 22：00 - 22:30（WIB）他 | MTV            |